# Heliophorus pseudonexus
Heliophorus pseudonexus är en fjärilsart som beskrevs av John Nevill Eliot 1963. Heliophorus pseudonexus ingår i släktet Heliophorus och familjen juvelvingar. Inga underarter finns listade i Catalogue of Life.